# Cecilie Hagen Larsen
Cecilie Hagen Larsen (4 febbraio 1976) è un'ex sciatrice alpina norvegese.

## Biografia
Polivalente originaria del Telemark, la Larsen debuttò in campo internazionale in occasione dei Mondiali juniores di Lake Placid 1994 e nella successiva rassegna iridata giovanile di Voss 1995 vinse la medaglia d'argento nella discesa libera e quella di bronzo nello slalom speciale. Prese per l'ultima volta il via in Coppa Europa l'8 febbraio 1998 a Castelrotto in supergigante (25ª) e si ritirò durante la stagione 2001-2002: la sua ultima gara fu uno slalom speciale FIS disputato il 20 gennaio a Spirit Mountain. Non debuttò in Coppa del Mondo né prese parte a rassegne olimpiche o iridate.

## Palmarès

### Mondiali juniores
- 2 medaglie:
  - 1 argento (discesa libera a Voss 1995)
  - 1 bronzo (slalom speciale a Voss 1995)